# Goin' Home
Pistes de Aftermath
Doncha Bother Me
(5) Flight 505
(7)
Goin' Home est une chanson du groupe de rock britannique Rolling Stones paru sur l'album Aftermath. D'une durée de plus de 11 minutes, c'est la chanson la plus longue enregistrée en studio de la discographie du groupe.

## Genèse et enregistrement
Juste avant d'entrer en studio, pendant la seconde tournée américaine, Keith Richards a imaginé le riff de la chanson et Mick Jagger en a écrit les paroles qui décrit un homme, resté trop longtemps loin de chez lui, souffrant de solitude (malgré les lettres qu'il reçoit et envoie), n'a qu'une envie : être dans les bras de son élue. La chanson s'est ensuite développée en une longue improvisation. C'est la première jam-session à être enregistrée et en tout cas paru sur album, ce qui a du même coup ouvert de nouveaux espaces d'expression à la musique rock.
D'après Keith Richards, c'est le premier enregistrement aussi long du rock'n'roll. Il a brisé la barrière des deux minutes. Il raconte :
« C'est le premier enregistrement aussi long du rock'n roll. Il a brisé la barrière des deux minutes. Nous essayions de faire des singles aussi longs que nous pouvions parce que nous aimions laisser aller les choses. Dylan avait l'habitude d'élaborer des chansons de vingt minutes du fait qu'il venait du folk. Mais là c'était autre chose. Personne ne s'est assis en pensant faire une chanson de onze minutes. Je veux dire Goin' Home, elle, n'a été écrite que pour deux minutes et demie. Ce qui s'est passé, c'est que nous avons laissé le magnéto tourner. Moi je jouais à la guitare, Brian [Jones] à l'harmonica, Bill [Wyman, à la basse] et Charlie [Watts, à la batterie] et Mick. S'il y a un piano, c'est Stu [Ian Stewart]. »
Jack Nitzsche, un contributeur régulier des Stones tout au long des années 1960, joue ici des percussions d'accompagnement.
L'ingénieur du son Dave Hassinger se souvient qu'après six prises (de 2 min 30 s), Oldham dit à tout le monde de poursuivre : "Alors on a continué", explique-t-il. "C'était totalement live. Il n'y a pas eu d'overdubs, c'était totalement improvisé, hypnotique".

## Analyse artistique
Les paroles ont pour sujet un homme qui est trop longtemps resté loin de chez lui, ne veut que retrouver la femme qu'il aime et  rentrer chez lui.
Goin Home a été écrit par Mick Jagger et Keith Richards, et enregistré aux studios RCA à Hollywood du 8 au 10 décembre 1965. L'enregistrement est un long morceau d'inspiration blues qui se distingue comme l'une des premières longues chansons de rock à franchir la barre des dix minutes et la plus longue chanson enregistrée sur un album studio du groupe. Alors que de nombreux groupes avaient prolongé la durée d'une chanson lors de performances live et que Bob Dylan était connu pour écrire de longues chansons, Goin' Home était la première chanson improvisée enregistrée expressément pour un album. 
Il y a deux parties dans Goin' Home : la première country rock et la seconde, une longue improvisation tournant autour du même accord de mi majeur. Selon l'ingénieur du son Dave Hassinger, la chanson est enregistrée en prise live sans overdubs avec les instruments sur la piste de gauche et la voix au centre. Pourtant, le jeu de guitare solo de Keith Richards sur la piste de droite et le doublement des harmonies vocales de Mick Jagger sont ajoutés après. À partir de 3 min 10 s, il n'y a plus d'overdub, ne restant plus que la voix sur la piste droite, le tout sur la gauche (jusqu'à la fin du morceau). Sur ce morceau, Charlie Watts joue avec des balais non pas avec sa caisse claire, mais sur la grosse caisse qu'il a retournée, alors que Bill Wyman assure une excellente ligne de basse qu'il module tout au long du morceau, Brian Jones est à l'harmonica (qui est en retrait dans le mix) et Ian Stewart intervient au piano vers la troisième minute. Bill Wyman raconte : 
« Pendant que nous jouions, nous attendions un signal pour arrêter mais personne n'a bronché. Il y a une pause à la batterie à un moment où Keith a ramassé son manteau et l'a jeté à Charlie, mais cela ne l'a pas empêché longtemps... »
La chanson, bien que longue, est construite autour d'un thème commun, par opposition aux longues chansons ultérieures des Stones comme Midnight Rambler ou Can't You Hear Me Knocking qui sont divisées en sections distinctes ponctuées par différentes instrumentations. Goin' Home joue comme une longue improvisation, déconstruisant finalement le jeu de guitare de Richards, les paroles de Jagger et les lignes de batterie de Watts qui gagnent en puissance au fur et à mesure que la chanson progresse.

## Fiche de production

### Musiciens
- Mick Jagger - chant
- Keith Richards - guitares
- Brian Jones - harmonica
- Bill Wyman - basse
- Charlie Watts - batterie
- Ian Stewart - piano
- Jack Nitzsche - tambourin

### Équipe technique
- Andrew Loog Oldham - producteur
- Dave Hassinger - ingénieur du son